# Kanonisk korrelationsanalys
Kanonisk korrelationsanalys, ibland förkortat CCA efter engelskans Canonical Correlation Analysis, är en statistisk metod för korrelationsanalys för att jämföra två mängder av variabler, med avsikt att finna vad dessa har gemensamt.
CCA hittar de två linjärkombinationer, {\displaystyle a'X} och {\displaystyle b'Y}, som ger den högsta korrelationen mellan projektionerna. Den kanoniska korrelationen definieras som
{\displaystyle \rho ={\frac {a'\mathbb {C} _{XY}b}{{\sqrt {a'\mathbb {C} _{XX}a}}{\sqrt {b'\mathbb {C} _{YY}b}}}}}
där {\displaystyle C_{XY}} är kovariansmatrisen mellan de två multidimensionella variablerna {\displaystyle X} och {\displaystyle Y}, {\displaystyle C_{XX}} är kovariansmatrisen för {\displaystyle X} och {\displaystyle C_{YY}} är kovariansmatrisen för {\displaystyle Y}.
Det är enkelt att visa att GLM (General Linear Model) är ett specialfall av CCA.
Ett exempel där CCA används är analys av fMRI (functional magnetic resonance imaging) data för att detektera hjärnaktivitet. I detta fall så använder man två set av basfunktioner, temporala och spatiala, och CCA hittar den kombination av basfunktionerna som ger högst korrelation.